# فرودگاه ایدام
فرودگاه ایدام (به انگلیسی: Edam Airport) یک فرودگاه همگانی است که یک باند فرود چمن دارد و طول باند آن ۷۷۴ متر است. این فرودگاه در کشور کانادا قرار دارد و در ارتفاع ۵۴۶ متری از سطح دریا واقع شده است.